# Románia nemzeti parkjai és természetvédelmi területei
Románia területének 5,18%-a (12 360 km²) védett területi státusszal rendelkezik, beleértve a Duna-deltát, mely ennek a területnek a felét teszi ki, azaz Románia területének 2,43%-át.

## Nemzeti parkok
Tizennégy nemzeti park van összesen, amelyek 63 223 km² területet fednek le.
| Név                                                 | Hely (megye)                              | Terület (hektár) | Alapítás éve | Jóváhagyás éve | kép                    | Weboldal                  |
| --------------------------------------------------- | ----------------------------------------- | ---------------- | ------------ | -------------- | ---------------------- | ------------------------- |
| Buila–Vânturarița                                   | Vâlcea                                    | 4186             | 2005         | 2005           | Buila-hegység          | buila.ro                  |
| Kelemen-havasok (Călimani)                          | Maros, Suceava, Hargita, Beszterce-Naszód | 24 041           | 1975         | 2000           | Kelemen-havasok        | calimani.ro               |
| Csalhó (Ceahlău)                                    | Neamț                                     | 8396             | 1995         | 2000           | Csalhó                 | ceahlaupark.ro            |
| Békás-szoros–Nagyhagymás (Cheile Bicazului-Hășmaș)  | Hargita, Neamț                            | 6575             | 1990         | 2000           | Békás-szoros           | cheilebicazului-hasmas.ro |
| Néra-szurdok–Beusnica (Cheile Nerei-Beușnița)       | Krassó-Szörény                            | 36 758           | 1990         | 2000           | Bei folyó              | cheilenereibeusnita.ro    |
| Cozia-hegység (Masivul Cozia)                       | Vâlcea                                    | 17 100           | 1966         | 2000           | Cozia-hegység          | cozia.ro                  |
| Duna-delta (Delta Dunării)                          | Tulcea                                    | 580 000          | 1991         | 2000           | A Duna-delta egyik ága | ddbra.ro                  |
| Domogled-Cserna (Domogled-Valea Cernei)             | Krassó-Szörény, Mehedinți, Gorj           | 61 211           | 1982         | 2000           | Mehedinți-hegység      | domogled-cerna.ro         |
| Zsil-völgy (Defileul Jiului)                        | Gorj, Hunyad                              | 11 127           | 2005         | 2005           | Zsil-völgy             | defileuljiului.ro         |
| Măcin-hegység (Munții Măcinului)                    | Tulcea                                    | 11 321           | 2000         | 2000           | Măcin-hegység          | parcmacin.ro              |
| Radnai-havasok (Munții Rodnei)                      | Beszterce-Naszód, Máramaros               | 46 599           | 1990         | 2000           | Nagy-Pietrosz-csúcs    | parcrodna.ro              |
| Királykő (Piatra Craiului)                          | Argeș, Brassó                             | 14 773           | 1938         | 2000           | Királykő               | pcrai.ro                  |
| Retyezát (Retezat)                                  | Hunyad                                    | 38 047           | 1935         | 2000           | Retyezát               | retezat.ro                |
| Szemenik-Krassói-szurdok (Semenic-Cheile Carașului) | Krassó-Szörény                            | 36 664           | 1982         | 2000           | Krassó folyó           | pnscc.ro                  |

## Natúrparkok
| Név                                                                          | Hely (megye)                 | Terület (hektár) | Alapítás éve | Jóváhagyás éve | Kép                                                        | Weboldal                                                                          |
| ---------------------------------------------------------------------------- | ---------------------------- | ---------------- | ------------ | -------------- | ---------------------------------------------------------- | --------------------------------------------------------------------------------- |
| Erdélyi-középhegység Natúrpark (Apuseni)                                     | Fehér • Kolozs • Bihar       | 75 784           | 1990         | 2000           | Vlegyásza-hegység                                          | parcapuseni.ro                                                                    |
| Bucsecs Natúrpark (Bucegi)                                                   | Brassó • Dâmbovița • Prahova | 32 663           | 1974         | 2000           | Bucșoiu-csúcs                                              | bucegipark.ro                                                                     |
| Cséffa Natúrpark (Cefa)                                                      | Bihar                        | 5002             | 2010         | 2010           | Cséffai natúrpark                                          |                                                                                   |
| Szebeni-havasok Natúrpark (Munții Cindrelului)                               | Szeben                       | 9873             | 2000         | 2000           | A Szebeni-havasok északi része                             |                                                                                   |
| Comana Natúrpark (Comana-Giurgiu)                                            | Giurgiu                      | 24 963           | 2005         | 2005           | A Neajlov folyó deltája és a comanai erdő                  | comanaparc.ro                                                                     |
| Felső-Maros völgye (Defileul Mureșului Superior)                             | Maros                        | 9156             | 2007         | 2007           | Răstolițai fatemplom                                       |                                                                                   |
| Szeben–Dumbrava Natúrpark (Dumbrava Sibiului)                                | Szeben                       | 993              | 1963         | 2000           | Falumúzeum a natúrparkban                                  |                                                                                   |
| Gredistye Muncsel – Csoklovina Natúrpark (Grădiștea Muncelului-Cioclovina)   | Hunyad                       | 38 184           | 1979         | 2000           | Kudzsiri-havasok                                           | gradiste.ro                                                                       |
| Hátszegvidéki Dinoszaurusz Geopark (Geoparcul Dinozaurilor „Țara Hațegului”) | Hunyad                       | 102 392          | 2005         | 2005           | A hátszegvidéki Demsus falu                                | tarahateguluigeoparc.ro                                                           |
| Alsó-Prut Alacsony Ártere Natúrpark (Lunca Joasă a Prutului Inferior)        | Galac                        | 8247             | 2005         | 2005           | A Prut folyó                                               |                                                                                   |
| Balta Mică a Brăilei                                                         | Brăila                       | 17 529           | 1978         | 2000           | A Duna Brăilánál. Háttérben a Măcin-hegység                | bmb.ro                                                                            |
| Maros-ártér Natúrpark (Lunca Mureșului)                                      | Arad • Temes                 | 17 166           | 2005         | 2005           | A Maros Marosaszó és Kelmák között                         | luncamuresului.ro Archiválva 2017. szeptember 24-i dátummal a Wayback Machine-ben |
| Máramarosi-havasok Natúrpark (Munții Maramureșului)                          | Máramaros                    | 148 850          | 2005         | 2005           | Pop Iván-hegység                                           | m.maramuresului.ro                                                                |
| Mehádiai-fennsík (Platoul Mehedinți)                                         | Gorj • Mehedinți             | 106,50           | 2005         | 2005           | Mehedinți fennsík                                          |                                                                                   |
| Vaskapu Natúrpark (Porțile de Fier)                                          | Krassó-Szörény • Mehedinți   | 115 665          | 1990         | 2000           | Vaskapu-szoros                                             | portiledefier.ro                                                                  |
| Putna–Vrancea Natúrpark (Putna-Vrancea)                                      | Vrancea                      | 30 204           | 2005         | 2005           | Putnai vízesés                                             | putnavrancea                                                                      |
| Vânători–Neamț Natúrpark (Vânători-Neamț)                                    | Neamț                        | 30 818           | 1999         | 2000           | Európai bölények a vânători Dragoș fejedelem rezervátumban | vanatoripark.ro                                                                   |
| Văcărești Natúrpark                                                          | Bukarest főváros             | 189              | 2013         | 2016           | Văcărești Natúrpark                                        | parcnaturalvacaresti.ro                                                           |